# Pölkenstraße 25 (Quedlinburg)

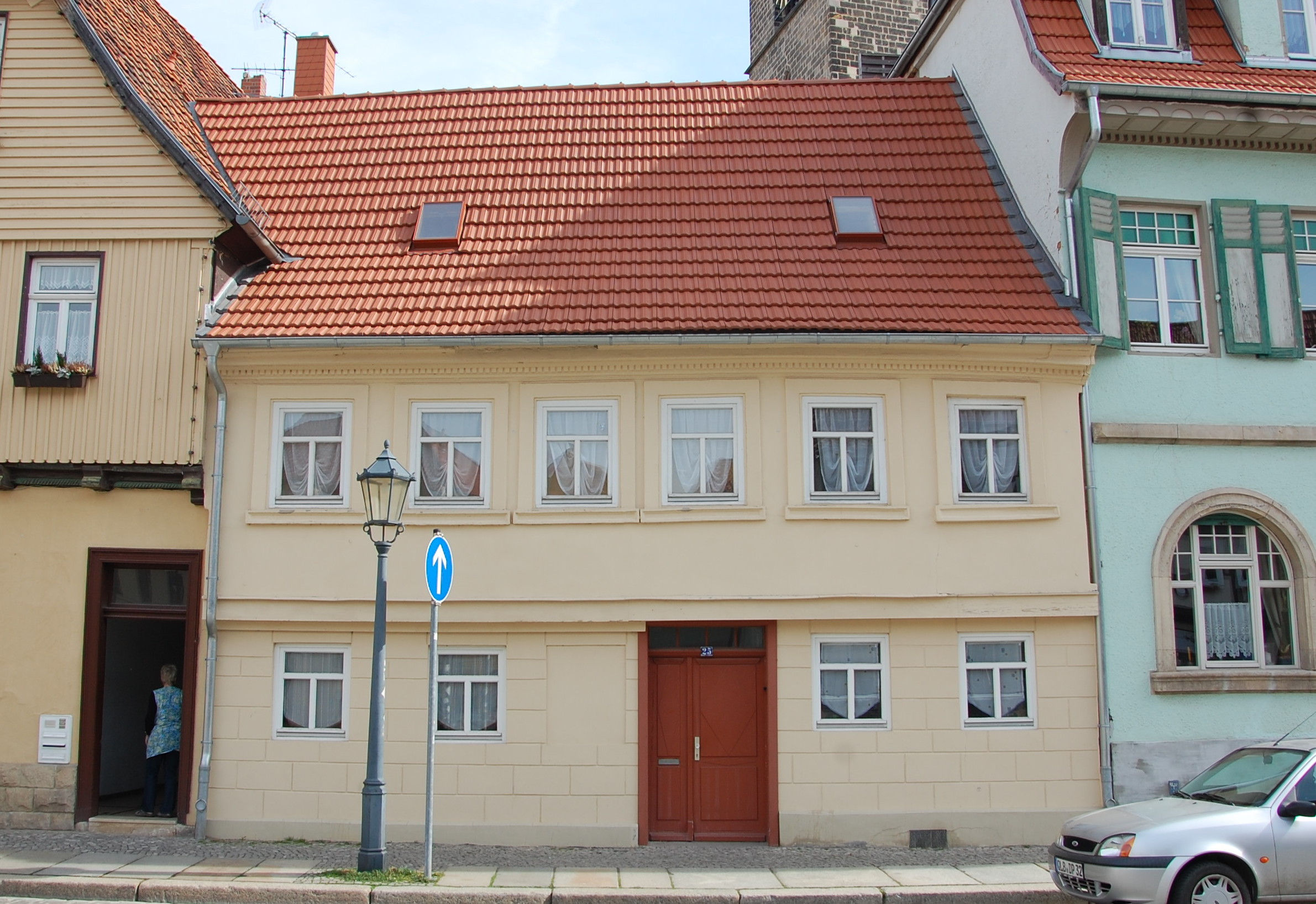
Haus Pölkenstraße 25

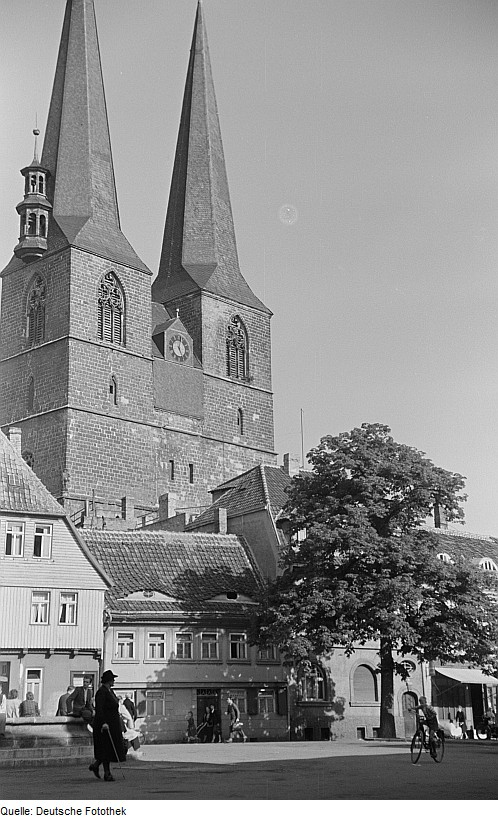
Blick auf die Pölkenstraße 25 im Jahr 1951

Das Haus Pölkenstraße 25 ist ein denkmalgeschütztes Gebäude in der Stadt Quedlinburg in Sachsen-Anhalt.

## Lage
Es befindet sich in der historischen Quedlinburger Neustadt auf der Ostseite der Pölkenstraße. Es gehört zum UNESCO-Weltkulturerbe und ist im Quedlinburger Denkmalverzeichnis als Wohnhaus eingetragen. Nördlich grenzt das gleichfalls denkmalgeschützte Haus Neustädter Kirchhof 25, südlich das Haus Pölkenstraße 26 an.

## Architektur und Geschichte
Das zweigeschossige Fachwerkhaus stammt vermutlich aus der zweiten Hälfte des 17. Jahrhunderts. In der Zeit um 1820 wurde es im Stil des Klassizismus umgebaut. Am Erdgeschoss befindet sich eine Putzquaderung. Die Traufe ist mit einem Zahnschnittfries verziert. Bemerkenswert war eine mit einem Oberlicht versehene, beschnitzte Hauseingangstür. Die Ende des 20. Jahrhunderts noch vorhandene Tür wurde jedoch ausgetauscht.